# 김경진 (축구인)
김경진(한국 한자: 金慶鎭, 1978년 3월 15일~)은 대한민국의 전직 축구 선수였으며, 포지션은 골키퍼였다.